# Sint-Martinuskerk (Katwijk)

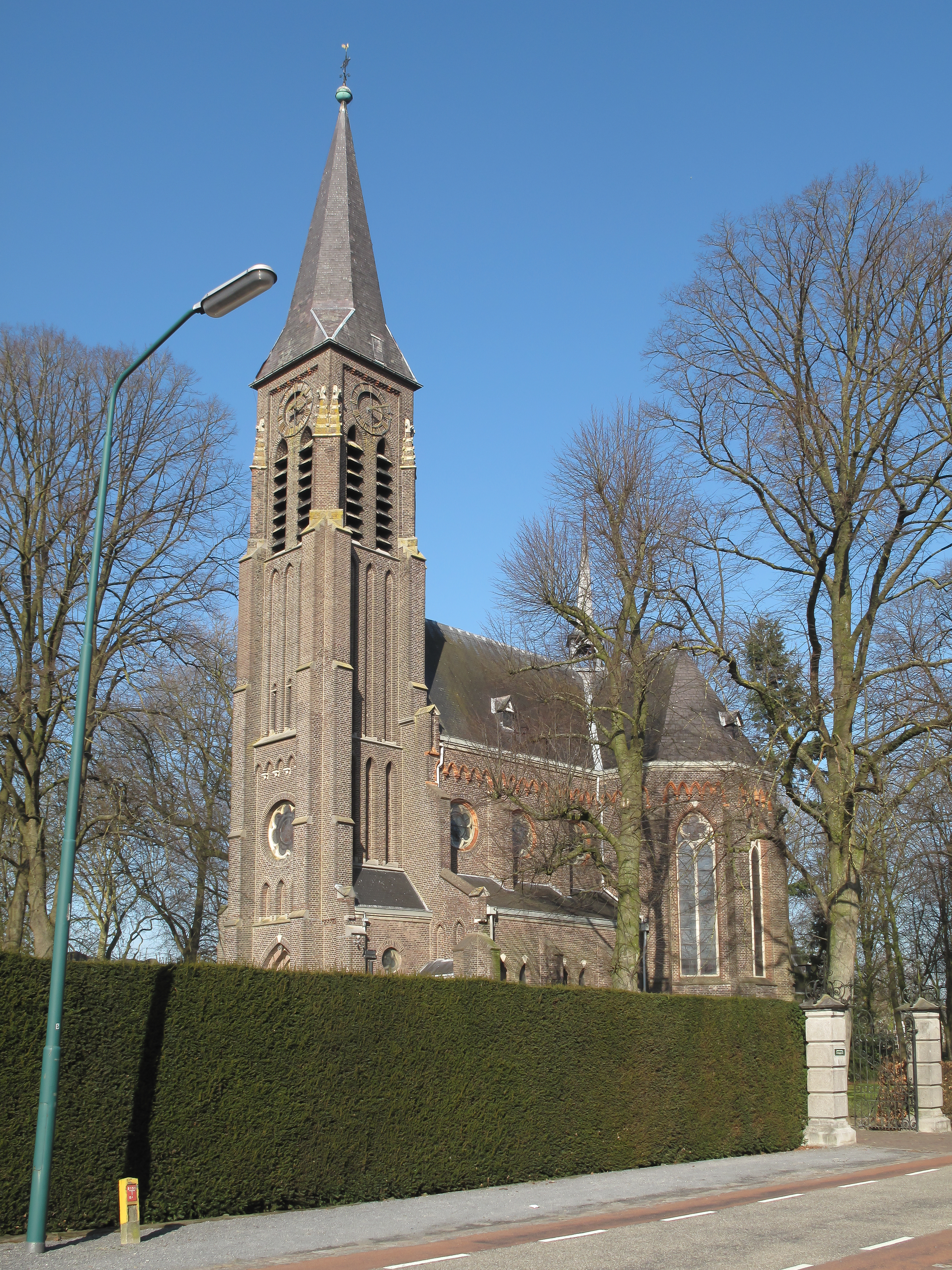
Sint-Martinuskerk

De Sint-Martinuskerk is de parochiekerk van de tot de Noord-Brabantse gemeente Land van Cuijk behorende plaats Katwijk, gelegen aan de Mariagaarde 4.

## Geschiedenis
Vanaf 1400 werd er te Katwijk een aan Sint-Nicolaas gewijde kapel opgericht. In 1613 kwam de kapel in handen van de protestanten. In 1800 kregen de katholieken de kapel weer terug. Pas in 1840 werd de kapel hersteld en werden er weer missen in opgedragen. Deze kapel werd in 1882 onttrokken aan de eredienst en in 1883 gesloopt. Ondertussen was namelijk in 1880 een zelfstandige parochie opgericht, aangezien de bewoners in de wintermaanden vaak de Sint-Martinuskerk van Cuijk niet konden bereiken vanwege de hoge waterstand. Van 1881-1882 werd een nieuwe kerk gebouwd naar ontwerp van Carl Weber.
In 1886 kwam een kopie van het Mariabeeld van Lourdes in de kerk en in 1887 werd bij de kerk een Lourdesgrot gebouwd, de eerste in Nederland. Elk jaar werden processies georganiseerd naar de kerk, de Lourdesgrot en het bijbehorende processiepark.
Zowel in 1940 als in 1944 werd zware schade aangericht aan de kerk. Nieuwe gebrandschilderde ramen werden geplaatst in 1947 en 1948.

## Gebouw
Het betreft een bakstenen basilicale kruiskerk in neogotische stijl met voorgebouwde toren.